# Afonso Álvares
Afonso Álvares (15??-1580) foi um arquitecto e engenheiro militar português.

## Obra
Foi o autor do projeto da Sé de Leiria, erguida entre 1551 e 1574 (este templo obedece à tipologia traçada por Miguel de Arruda, sogro de Afonso Álvares, para as novas sés edificadas no reinado de D. João III) e possivelmente da Sé Catedral de Portalegre, começada em 1556.
Foi o arquiteto da Igreja de São Salvador de Veiros, em Veiros, no concelho de Estremoz, erguida pela Ordem de Avis, sob licença do Cardeal D. Henrique, em 1559.
Exerceu o cargo de "mestre das obras das fortificações", tendo respondido pelos trabalhos de modernização e ampliação do Forte de Santiago do Outão na barra do rio Sado, em Setúbal (1572). As inovações arquitectónicas incidiram na construção de um baluarte e de uma esplanada, onde podiam ser instalados canhões. 
Entre 1571 e 1580, sucedeu Francisco de Arruda na direção da segunda etapa das obras do Aqueduto da Amoreira em Elvas.
Ao final do século fez a traça do Mosteiro de S. Bento da Saúde.
Foi autor ainda do projeto de ampliação da Igreja de São Roque, em Lisboa, que viria a evoluir para o estilo maneirista. Afonso Álvares acompanhou a obra entre 1566 até 1575, quando foi substituído por seu possível sobrinho, Baltazar Álvares. Sob sua orientação foi concebida uma igreja de nave única, projeto favorecido pelo Cardeal Dom Henrique.